# Gare d'Heide
La gare d'Heide (en néerlandais station Heide), est une gare ferroviaire belge de la ligne 12 d'Anvers-Central à la frontière néerlandaise (Roosendael), située au village d'Heide (nl) sur le territoire de la commune de Kalmthout, dans la Province d'Anvers.
C'est une gare voyageurs de la Société nationale des chemins de fer belges (SNCB) desservie par des trains InterCity (IC) et Suburbains (S).

## Situation ferroviaire
Établie à environ 25 mètres d'altitude, la gare d'Heide est située au point kilométrique (PK) 21,0 de la ligne 12 d'Anvers-Central à la frontière néerlandaise (Roosendael), entre les gares de Kapellen et de Kijkuit. S'intercalent la halte fermée de Kapellenbos.

## Histoire
En 1891, un embranchement est installé (à l'emplacement actuel de la gare) pour desservir la carrière de sable de Kalmthoutse, utilisée notamment pour le port et la construction de la nouvelle gare de l'Est (future gare d'Anvers-Central). Cette installation est toujours en activité lorsque l'arrêt voyageurs d'Heide est mis en service, à l'essai, le 3 janvier 1897 par les Chemins de fer de l'État belge .
La fréquentation importante de ce simple arrêt nécessite sa transformation en station avec la construction d'un bâtiment voyageurs en 1911 et son agrandissement en 1938.
En 1994, l'ancien bâtiment voyageurs est restauré.

## Service des voyageurs

### Accueil
Gare SNCB, elle dispose d'un bâtiment voyageurs, avec guichet, ouvert du lundi au vendredi. Elle dispose notamment d'un automate pour l'achat de titres de transport. Un service et des aménagements et équipements sont à la disposition des personnes à la mobilité réduite. Les quais sont équipés de deux ou trois abris.

### Desserte
Heide est desservie par des trains InterCity (IC) et Suburbains (S) de la SNCB circulant sur la ligne commerciale 12 (Anvers - Essen - frontière) (voir brochure SNCB). 
En semaine, la gare possède trois dessertes régulières, cadencées à l’heure :
- des trains IC-05 reliant Essen à Charleroi-Central via Anvers et Bruxelles ;
- des trains S32 entre Essen et Puers (via Anvers) ;
- des trains S32 entre Rosendael (gare des Pays-Bas située à la frontière) et Puurs.

Un unique train P Essen - Anvers-Central s'ajoute, tôt le matin.
Les week-ends et jours fériés, seuls circulent les trains S32 entre Rosendael et Puers (un par heure) ainsi qu'un unique train P d'Essen à Heverlee (Louvain) le dimanche soir en période scolaire.

### Intermodalité
Un parc pour les vélos (gratuit) et un parking (gratuit) pour les véhicules y sont aménagés.

## Comptage voyageurs
Ce graphique et tableau montre le nombre de voyageurs embarquant en moyenne durant la semaine, le samedi et le dimanche.
| Nombre de passagers qui embarquent à la gare d`Heide | Nombre de passagers qui embarquent à la gare d`Heide | Nombre de passagers qui embarquent à la gare d`Heide | Nombre de passagers qui embarquent à la gare d`Heide |
|                                                      | Semaine                                              | Samedi                                               | Dimanche                                             |
| ---------------------------------------------------- | ---------------------------------------------------- | ---------------------------------------------------- | ---------------------------------------------------- |
| 1977                                                 | 741                                                  | 163                                                  | 455                                                  |
| 1978                                                 | 603                                                  | 256                                                  | 358                                                  |
| 1979                                                 | 542                                                  | 240                                                  | 260                                                  |
| 1980                                                 | 673                                                  | 261                                                  | 287                                                  |
| 1981                                                 | 603                                                  | 230                                                  | 345                                                  |
| 1982                                                 | 639                                                  | 221                                                  | 268                                                  |
| 1983                                                 | 644                                                  | 180                                                  | 149                                                  |
| 1984                                                 | 590                                                  | 209                                                  | 202                                                  |
| 1985                                                 | 558                                                  | 212                                                  | 171                                                  |
| 1986                                                 | 499                                                  | 189                                                  | 191                                                  |
| 1987                                                 | 497                                                  | 135                                                  | 213                                                  |
| 1988                                                 | 515                                                  | 160                                                  | 179                                                  |
| 1989                                                 | 650                                                  | 177                                                  | 142                                                  |
| 1990                                                 | 641                                                  | 187                                                  | 187                                                  |
| 1991                                                 | 812                                                  | 181                                                  | 209                                                  |
| 1992                                                 | 611                                                  | 191                                                  | 224                                                  |
| 1993                                                 | 533                                                  | 159                                                  | 146                                                  |
| 1994                                                 | 576                                                  | 216                                                  | 196                                                  |
| 1995                                                 | 526                                                  | 179                                                  | 146                                                  |
| 1996                                                 | 610                                                  | 214                                                  | 248                                                  |
| 1997                                                 | 532                                                  | 240                                                  | 269                                                  |
| 1998                                                 | 644                                                  | 212                                                  | 230                                                  |
| 1999                                                 | 563                                                  | 212                                                  | 170                                                  |
| 2000                                                 | 641                                                  | 207                                                  | 212                                                  |
| 2001                                                 | 709                                                  | 170                                                  | 154                                                  |
| 2002                                                 | 625                                                  | 230                                                  | 204                                                  |
| 2003                                                 | 626                                                  | 200                                                  | 219                                                  |
| 2004                                                 | 757                                                  | 200                                                  | 314                                                  |
| 2005                                                 | 811                                                  | 239                                                  | 268                                                  |
| 2006                                                 | 761                                                  | 254                                                  | 302                                                  |
| 2007                                                 | 849                                                  | 250                                                  | 261                                                  |
| 2008                                                 | -                                                    | -                                                    | -                                                    |
| 2009                                                 | 791                                                  | 194                                                  | 176                                                  |
| 2010                                                 | -                                                    | -                                                    | -                                                    |
| 2011                                                 | -                                                    | -                                                    | -                                                    |
| 2012                                                 | 843                                                  | 323                                                  | 286                                                  |
| 2013                                                 | 905                                                  | 282                                                  | 269                                                  |
| 2014                                                 | 817                                                  | 200                                                  | 220                                                  |
| 2015                                                 | 875                                                  | 208                                                  | 229                                                  |
| 2016                                                 | 847                                                  | 176                                                  | 191                                                  |
| 2017                                                 | 927                                                  | 314                                                  | 256                                                  |
| 2018                                                 | 996                                                  | 345                                                  | 346                                                  |
| 2019                                                 | 1 149                                                | 348                                                  | 332                                                  |
| 2020                                                 | 675                                                  | 285                                                  | 270                                                  |
| 2021                                                 | -                                                    | -                                                    | -                                                    |
| 2022                                                 | 818                                                  | 118                                                  | 78                                                   |
| 2023                                                 | 996                                                  | 246                                                  | 265                                                  |
| 2024                                                 | 1 117                                                | 351                                                  | 278                                                  |